# Carvalho de Calvos

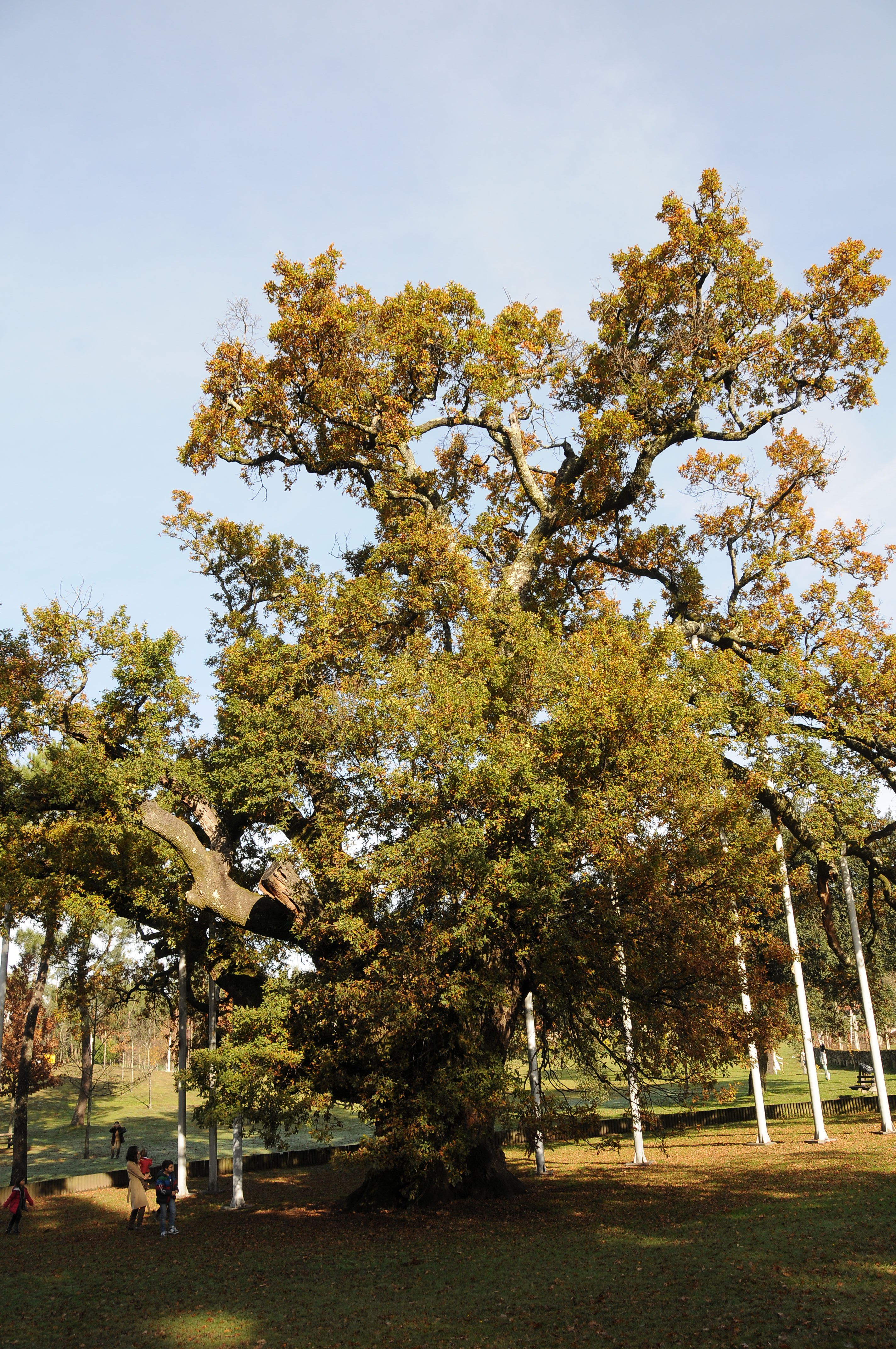

O Carvalho de Calvos é um carvalho-alvarinho monumental localizado na freguesia de Calvos, município de Póvoa de Lanhoso, em Portugal.
O carvalho tem 23 metros de altura, 40 m de diâmetro médio da copa, 7,4 m de diâmetro médio do tronco e um perímetro à altura do peito de 10 metros. A idade da árvore está calculada em mais de 500 anos.
É considerada árvore de interesse público desde 22 de agosto de 1997.

## Centro Interpretativo do carvalho de Calvos
Nos terrenos circundantes do Carvalho de Calvos, com uma área de mais de 17 hectares, foi construído um centro interpretativo com as seguintes valências:
- Posto de informação e venda de recordações
- Ecoteca
- Quiosque digital
- Bar biológico
- Parque infantil
- Parque de merendas
- Balneários
- Laboratório
- Auditório com capacidade para 30 pessoas
- Área de exposições